# Nesteroidni protuupalni lijekovi
Nesteroidni protuupalni lijekovi (engl. non-steroidal anti-inflammatory drugs ili skraćeno NSAID) su lijekovi koji imaju analgetičke, antipiretičke i, u većim dozama, protuupalne osobine. Oni ublažavaju bolove, simptome groznice i upale. Pojam nesteroidni se rabi u svrhu razlikovanja ovih lijekova od glukokortikoida (steroida), koji također imaju slična protuupalna djelovanja, ali i utječu na psihičko stanje pacijenta. Kao i analgetici, NSAID lijekovi nemaju narkotičke osobine. Najpoznatiji lijekovi iz ove porodice su aspirin, ibuprofen i naproksen, naročito iz razloga što se ovi lijekovi mogu nabaviti u slobodnoj prodaji (bez liječničkog recepta). S druge strane, paracetamol (acetaminofen) ima vrlo blago protuupalno djelovanje i ne smatra se nesteroidnim protuupalnim lijekom.
Kada je prvi 1829. put izoliran salicin iz kore vrbe, NSAID lijekovi su postali značajan dio farmaceutskog terapije bolova (u manjim dozama) i simptoma upale (u većim dozama). Njihovo svojstvo da ne dovode do depresije i da nemaju sedativna svojstva kao što je to slučaj kod opioida, je jedan od razloga njihove popularnosti. Međutim i ovi lijekovi imaju brojne nuspojave. Neki NSAID, uključujući ibuprofen i aspirin su općeprihvaćeni lijekovi koji se smatraju relativno sigurnim, te se mogu naći u slobodnoj prodaji.

## Način djelovanja
Većina nesteroidnih protuupalnih lijekova djeluje kao neselektivni inhibitori enzima ciklooksigenaze. Oni inhibiraju oba oblika ciklooksigenaze: ciklooksigenazu-1 (COX-1) i cikloksigenazu-2 (COX-2). Ciklooksigenaza djeluje kao katalizator formiranja prostaglandina i tromboksana iz arahidonske kiseline. Sama ciklooksigenaza se stvara iz ćelijskog fosfolipidnog sloja djelovanjem fosfolipaze A2. Prostagladin djeluje, između ostalog, kao tvar koja izaziva upalnu reakciju u organizmu. Ovaj proces je prvi objasnio John Vane koji je kasnije za svoj rad dobio Nobelovu nagradu za medicinu 1982. Novootkrivena forma ciklooksigenaze (COX-3) po svemu sudeći ima sličnu ulogu u upalnom procesu.

## Nuspojave
Široka uporaba nesteroidnih protuupalnih lijekova dovela je do toga da neželjeni efekti ovih, relativno sigurnih lijekova, postanu vrlo značajni. Dvije najvažnije neželjene reakcije koje su povezane s NSAID lijekovima su efekti u gastrointestinalnom sustavu i problemi s bubrežnom funkcijom.
Sve ove pojave efekti ovise o dozi, a u mnogim slučajevima mogu biti dovoljno snažni da povećaju rizik od ulkusa, krvarenja u gornjim probavnim organima i, u ekstremnim slučajevima, mogu dovesti i do smrti. Iz tih razloga, korištenje NSAID lijekova u terapijama je ograničeno. Određene studije pokazuju da 10-20% pacijenata koji su koristili NSAID lijekove doživjeli su dispepsiju. Smatra se da samo zbog uporabe ovih lijekova u SAD godišnje zatraži hitnu liječničku pomoć oko 103.000 pacijenata od kojih 16.500 završi smrću, što iznosi oko 43% od svih hitnih slučajeva u SAD prouzrokovanih neželjenim efektima lijekova. Mišljenja su da je oko 42% recepata kojima su propisani nesteroidni antiupalni lijekovi u SAD bilo bespotrebno te da su se mogli izbjeći ili koristiti neki drugi. Na taj način bi se mogli smanjiti i neželjeni efekti koji se javljaju zbog njih.

### Kombinirani rizik
Ako se rabe inhibitori ciklooksigenaze-2, tradicionalni nesteroidni antiupalni lijekovi se ne bi trebali uzimati u kombinaciji s njima Također, pacijenti koji dnevno primaju terapijsku dozu aspirina (kao prevenciju kardiovaskularnih rizika i sl.), moraju biti oprezni ako zajedno s tim rabe i druge NSAID lijekove, pošto oni mogu da blokiraju kardiovaskularne efekte aspirina.

### Kardiovaskularni rizik
Nedavne meta-analize svih eksperimenata kojima su uspoređivani NSAID lijekovi, su došli do rezultata da se javlja 80% veći rizik od infarkta miokarda koristeći oba nova COX-2 antagonista i veće doze tradicionalnih antiupalnih lijekova u usporedbi s placebom.
Za razliku od aspirina, NSAID lijekovi su povezani s dvostrukim rizikom od simptomatičnog zakazivanja rada srca kod pacijenata bez ranijih srčanih problema. Kod srčanih bolesnika, korištenje NSAID lijekova (pored manje doze aspirina) je povezano s više od 10 puta većim rizikom od srčanih tegoba. Ako se dokaže ova povezanost, smatra se da će NSAID lijekovi biti odgovorni za oko 20% prijavljenih i hospitaliziranih slučajeva s akutnim zastojem rada srca.

### Gastrointestinalni neželjeni efekti
Osnovni neželjeni efekti nesteroidnih antiupalnih lijekova su povezani direktno ili indirektno s iritacijom probavnog sustava. NSAID imaju dvojak utjecaj na probavni sustav: molekule kiseline direktno iritiraju sluznicu želuca, a inhibicija ciklooksigenaze-1 smanjuje razinu zaštitnih prostaglandina.
Uobičajeni neželjeni efekti na probavni sustav uključuju:
- Mučninu, povraćanje
- Dispepsiju
- Ulkuse na želucu/krvarenje u želucu
- Dijareju

Određeni protuupalni lijekovi, poput aspirina, raspoloživi su na tržištu u obliku obloženih film-tableta, koje počinju djelovati tek u crijevima. Smatra se da se na taj način smanjuju neželjena djelovanja na probavni sustav.

## Uporaba u veterinarskoj medicini
Istraživanja su potvrdila djelovanje nesteroidnih protuupalnih lijekova u nadzoruu bolova koji se javljaju primjerice pri kastraciji bikova i uklanjanju rogova. Najbolji rezultati se postižu putem kombinacije lokalnih anestetika kratkotrajnog djelovanja poput lidokaina s NSAID lijekovima koji djeluju kao anestetici dugotrajnog djelovanja. 

## Vanjske poveznice
- (engl.) Američka nacionalna medicinska biblioteka: MedlinePlus® informacije o nesteroidnim protuupalnim lijekovima

|  | Molimo pročitajte upozorenje o korištenju medicinskih informacija. Ne provodite liječenje bez savjetovanja s liječnikom! |